# Mniochloa
Mniochloa és un gènere de plantes de la família de les poàcies. És originari de Cuba.
El gènere va ser descrit per Mary Agnes Chase i publicat a Proceedings of the Biological Society of Washington 21: 185186. 1908. (27 de juliol del 1908)
Etimologia
El nom del gènere deriva del grec mnio (molsa) i chloé (herba), al·ludint a herbes molsoses.

## Taxonomia
- Mniochloa pulchella (Griseb.) Chase
- Mniochloa strephioides (Griseb.) Chase